# Colletes pseudocinerascens
Colletes pseudocinerascens är en biart som beskrevs av Noskiewicz 1936. Colletes pseudocinerascens ingår i släktet sidenbin, och familjen korttungebin. Inga underarter finns listade i Catalogue of Life.